# 보은 법주사 마애여래의좌상
보은 법주사 마애여래의좌상(報恩 法住寺 磨崖如來倚坐像)은 충청북도 보은군 속리산의 법주사 경내에 있는 마애불상이다. 한국에서는 보기 드문 자세인 의자에 앉은 자세를 취하고 있다. 고려시대 대표적인 마애불이자 법주사의 성격을 알려주는 미륵불이다.
1963년 1월 21일 대한민국의 보물 제216호 법주사마애여래의상(法住寺磨崖如來倚像)으로 지정되었다가, 2010년 8월 25일 현재의 명칭으로 변경되었다.

## 개요
법주사는 진흥왕 14년(553)에 의신조사가 창건하였고, 그 뒤 혜공왕 12년(776년)에 진표가 새롭게 고쳐 지었으며 그 뒤로 진표의 제자들에 의하여 미륵신앙의 중심도량이 되었다. 법주사 경내에 있는 마애여래의상은 높이가 약 6m나 되는 큼직한 바위에 돋을새김으로 조각되어 있다. 보기 드물게 의자에 앉아 있는 모습으로 옆 바위에 조각된 지장보살과 함께 법주사의 성격을 알려주는 미륵불이다.
불상의 머리는 바위에 새긴 것들에서는 보기 드물게 작은 소라 모양의 머리칼을 촘촘하게 새겼다. 둥글고 온화한 얼굴에는 크고 긴 코와 둥근 눈썹, 뚜렷한 눈두덩과 함께 두꺼운 입술이 잘 표현되어 묘한 미소를 짓고 있다. 여기에 귀는 어깨까지 길게 내려왔고 목에 있는 3줄의 주름이 고려 초기 마애불의 특징적인 양식을 잘 보여주고 있다. 어깨는 반듯하면서 넓은데 비해 유난히 잘록한 허리는 비사실적인 면을 보여준다. 불상이 입고 있는 옷은 왼쪽 어깨에만 걸친 형태로 가슴에서 다리 사이로 흘러내려 아름다운 곡선을 이룬다. 손모양은 오른손을 가슴 앞에 들어서 손바닥을 밖으로 하고 가운데 손가락을 구부려 엄지와 맞대었다. 왼손은 앞에서 수평으로 들어서 손바닥을 위로 향하고 있다.
이 불상은 화사한 연꽃 위에 걸터 앉고 큼직한 연꽃잎 위에 발을 올려놓고 있어, 한국에서는 보기 드문 자세를 취하고 있다. 불상의 오른쪽 바위 면에는 짐 실은 말을 끄는 사람과 말 앞에 꿇어 앉은 소를 새겨 놓았다. 이것은 의신조사가 불경을 실어 오는 모습과 소가 불법을 구하는 전설을 그렸다고 하는 법주사 창건 설화와 관계되는 암각화로 추정되고 있다.
고려시대 대표적인 마애불이자 법주사의 성격을 알려주는 미륵불이다.

## 같이 보기
- 법주사
- 법주사 쌍사자석등
- 법주사 석연지

## 참고 문헌
- 보은 법주사 마애여래의좌상 - 국가유산청 국가유산포털